# Guignemicourt
Guignemicourt (picardisch: Djimicourt) ist eine nordfranzösische Gemeinde mit 398 Einwohnern (Stand 1. Januar 2022) im Département Somme in der Region Hauts-de-France. Die Gemeinde liegt im Arrondissement Amiens, ist Mitglied des Gemeindeverbands Amiens Métropole und gehört zum Kanton Ailly-sur-Somme. Die Bewohner werden Guignemicourtois und Guignemicourtoises genannt.
Die Gemeinde erhielt 2023 die Auszeichnung „Eine Blume“, die vom Conseil national des villes et villages fleuris (CNVVF) im Rahmen des jährlichen Wettbewerbs der blumengeschmückten Städte und Dörfer verliehen wird.

## Geographie
Die Gemeinde liegt in der Picardie, rund neun Kilometer westsüdwestlich von Amiens. Das Gemeindegebiet wird im Süden ungefähr von der Autoroute A29 begrenzt.
Umgeben wird Guignemicourt von den fünf Nachbargemeinden:
| Bovelles | Ferrières                                   |        |
| Pissy    | Kompassrose, die auf Nachbargemeinden zeigt | Saleux |
|          | Clairy-Saulchoix                            |        |

## Geschichte
Bei den Arbeiten an der Autoroute A29 sind zahlreiche gallo-römische Spuren zutage getreten.
Der Ort wird 1190 im Kopialbuch des Klosters le Gard erstmals als „Gamegnicourt“ genannt. Das Lehensgut war von der Kastellanei-Baronie von Picquigny abhängig. 1603 öffnete der Schlossherr das Schloss für den Gottesdienst der protestantischen Bewohner von Amiens. 1755 war Louis Pierre Pingré, Herr von Guignemicourt, Lehensherr.

## Einwohner
| 1962 | 1968 | 1975 | 1982 | 1990 | 1999 | 2006 | 2013 | 2020 |
| ---- | ---- | ---- | ---- | ---- | ---- | ---- | ---- | ---- |
| 205  | 201  | 187  | 216  | 250  | 245  | 243  | 247  | 403  |

## Verwaltung
Bürgermeister (maire) ist seit 2014 Daniel Abet.

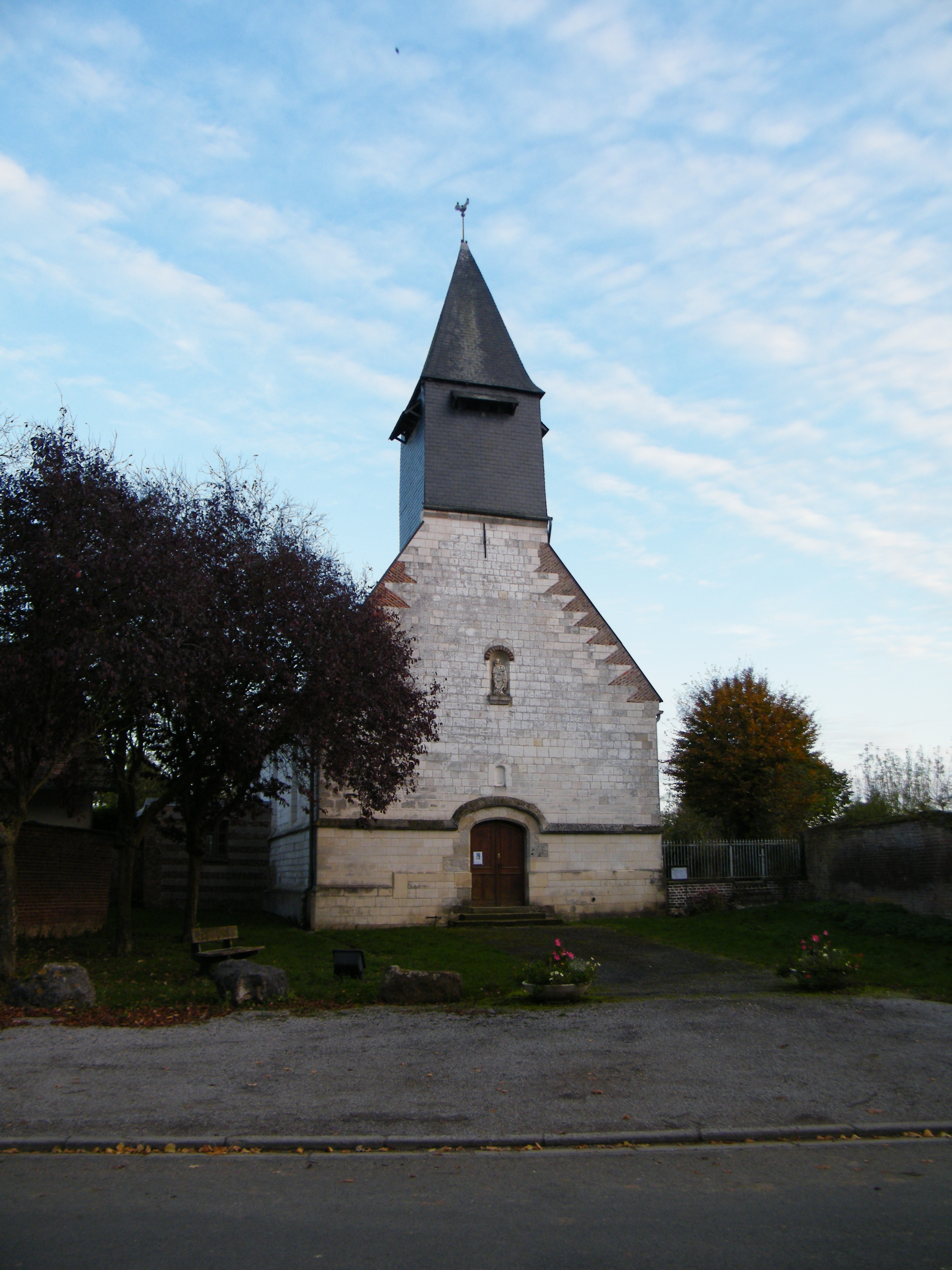
Kirche Notre-Dame-de-la-Nativité

## Sehenswürdigkeiten
- Kirche Unserer Lieben Frau von der Geburt Christi (Église Notre-Dame-de-la-Nativité) aus dem 16. Jahrhundert mit Glasgemälde aus dem Jahr 1885 (Hl. Antonius von Padua) und Altar aus dem 18. Jahrhundert.
- Ziergarten des Schlosses aus dem 19. Jahrhundert